# السليل الاسفل (القريشية)

تعديل مصدري - تعديل

السليل الاسفل هي إحدى قرى عزلة قيفه آل محن يزيد بمديرية القريشية التابعة لمحافظة البيضاء، بلغ تعداد سكانها 426 نسمة حسب تعداد اليمن لعام 2004.